# 二人セゾン
「二人セゾン」（ふたりセゾン）は、日本の女性アイドルグループ、欅坂46の3枚目のシングル曲。2016年11月30日にSony Recordsから発売。作詞は秋元康、作曲はSoichiroK、Nozomu.S。楽曲のセンターポジションは平手友梨奈が務めた。

## 背景とリリース
DVD付属のType-A・B・C、CDのみの通常盤の4形態で発売。
表題曲「二人セゾン」は発売に先駆け、2016年11月12日に『欅坂46 こちら有楽町星空放送局』でラジオ初放送。
歌詞は大切なものと、過ぎ去っていく時の中を、共に生きていることを、季節に準えている。『セゾン』はフランス語で季節を意味する。
ダンスはクラシック・バレエ、モダン・バレエ、コンテンポラリー・ダンスを融合し、バレエ調の舞踏的表現を用いて、仲間と心を通わせ、全身で呼吸しながら実存と向き合い、時代を生きようとする彼女たちの生命を表現している。
iTunes Store・Apple Musicでのみ、全曲を収録した（ジャケット写真もiTunes・Apple Music配信限定仕様）Special Editionとして配信されている。

## プロモーション
プロモーションとして、音源解禁前に一部の中学・高等学校で表題曲「二人セゾン」が校内放送された。その後、発売を記念して、TSUTAYAで小池美波・佐藤詩織・志田愛佳・菅井友香・守屋茜が表紙の別冊『TSUTAYA on IDOL』が配布され、購入者に「TSUTAYA RECORDS×欅坂46カレンダーカード」1枚（3種類）がプレゼントされた。
京都市営地下鉄では、欅坂46とコトキンライナーのコラボポスターが2016年11月21日から掲示された。同ポスターは欅坂46メンバー全32人分の直筆サイン入りで、2016年12月1日から2017年1月31日まで京都市営地下鉄が管轄する31駅に、2017年2月25日から26日まで九条駅に掲示された。

## アートワーク
| Type-A 表 | 平手友梨奈                                                               |
| Type-A 裏 | 小池美波・齋藤冬優花・佐藤詩織・原田葵・平手友梨奈                       |
| Type-B 表 | 小池美波・齋藤冬優花・佐藤詩織・鈴本美愉・原田葵・平手友梨奈・守屋茜     |
| Type-B 裏 | 小池美波・齋藤冬優花・佐藤詩織・鈴本美愉・原田葵・平手友梨奈・守屋茜     |
| Type-C 表 | 今泉佑唯・小林由依・志田愛佳・菅井友香・長濱ねる・渡辺梨加・渡邉理佐     |
| Type-C 裏 | 今泉佑唯・小林由依・志田愛佳・菅井友香・渡辺梨加・渡邉理佐               |
| 通常盤 表 | 石森虹花・上村莉菜・尾関梨香・織田奈那・長沢菜々香・土生瑞穂・米谷奈々未 |
| 通常盤 裏 | 石森虹花・上村莉菜・尾関梨香・織田奈那・長沢菜々香・土生瑞穂・米谷奈々未 |

ジャケット写真は表題曲「二人セゾン」の歌詞に登場する「光」をもとにType-A、Type-B、Type-C、通常盤という流れで構成されている。Type-Aで平手友梨奈が光をつかみ、Type-Bでその光の中を少女たちが舞うことにより、Type-Cで光に照らされ、通常盤で影の実体が明らかになった少女たちが外の世界へと駆け抜けてゆく姿がある。ジャケット写真は倉庫スタジオで撮影された。アートディレクターは米澤潤、撮影は神藤剛が担当した。

## チャート成績
本作は2016年11月29日付のオリコンデイリーCDシングルランキングで推定売上35万3640枚を記録し、デイリー1位を獲得した。その後、2016年12月12日付のBillboard Japan Hot 100で総合ポイント6万1421点、Billboard Japan Top Singles Salesで推定売上50万8479枚、オリコン週間CDシングルランキングで推定売上44万2322枚を記録し、週間1位を獲得した。サウンドスキャンジャパンによれば、2016年11月28日から2016年11月30日までの3日間で46万2955枚を売り上げた。オリコン週間CDシングルランキングにおける週間1位獲得数は1stシングル「サイレントマジョリティー」から3作連続で通算3作目、初週売上は2ndシングル「世界には愛しかない」の推定累積売上約39万2000枚を上回り、自己最高記録を更新した。2016年12月度のオリコン月間CDシングルランキングでは推定売上50万8855枚を記録し、月間1位を獲得、年間推定売上は46万7845枚を記録した。2016年12月、日本レコード協会からダブル・プラチナ作品としてゴールドディスク認定された。

## ミュージック・ビデオ

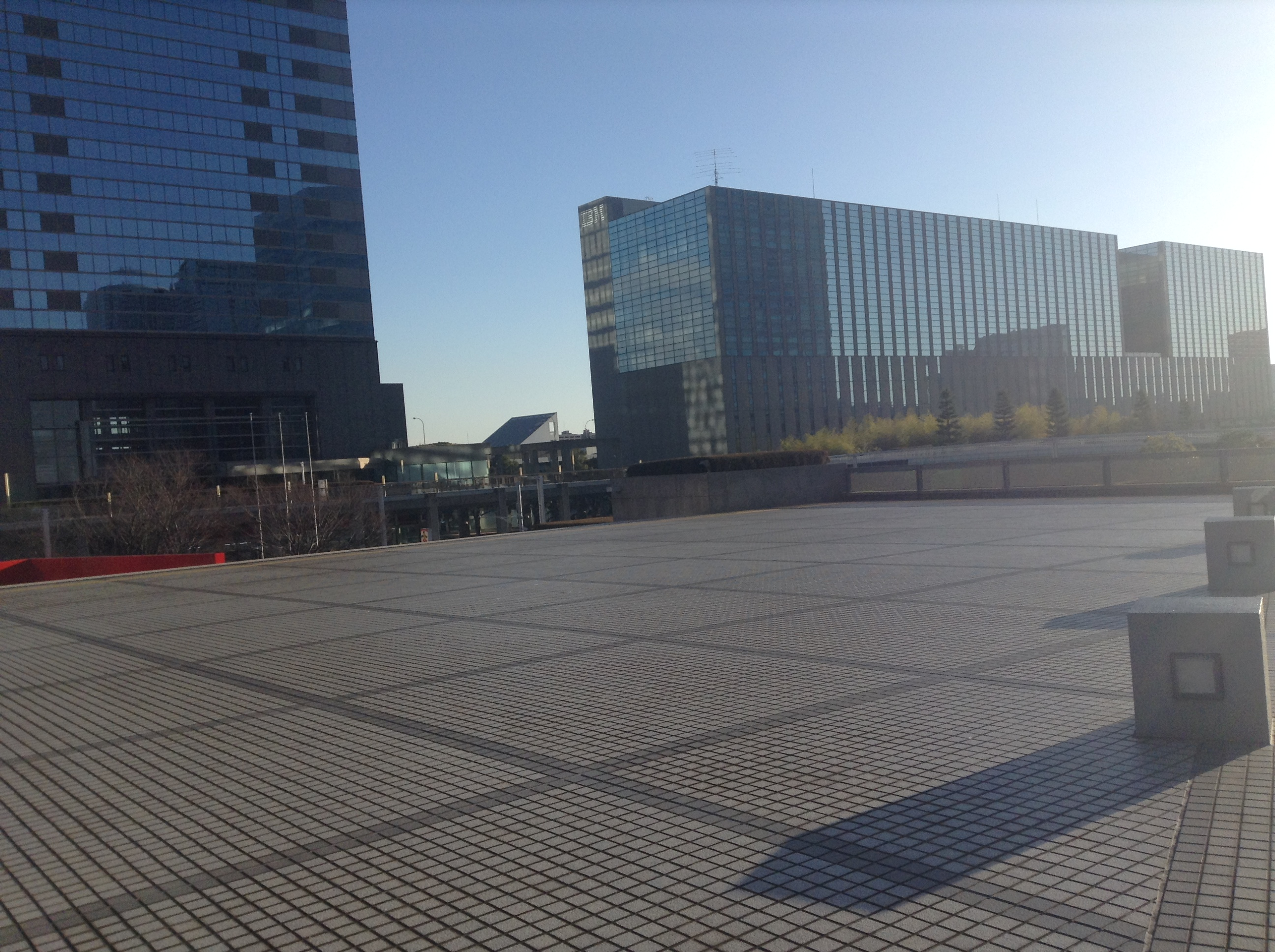
幕張新都心（撮影地）

二人セゾン
監督：新宮良平

表題曲「二人セゾン」のミュージック・ビデオは、全編都内近郊で撮影された。学校外の視点から彼女たちの姿を捉え直した同ミュージック・ビデオは、やわらかな自然光のもと、光と影のコントラストが差し込む、幻想的な雰囲気とともに、朝から夕暮れへと時が流れてゆく構成になっている。映像では時の経過とともに、激しく、切ないバレエ調のダンスを、共に踊る仲間が増えてゆく。振付はTAKAHIRO（上野隆博）が担当した。
大人は信じてくれない
監督：池田一真
カップリング曲「大人は信じてくれない」のミュージック・ビデオは、静岡県・大井川鉄道の操車場で撮影された。「サイレントマジョリティー」の後継作として産業革命期を具象化し、蒸気機関車が登場する。サビでは地面に叩きつける動作とともに、ヘッドバンギングのダンスをみせ、メンバー各人が自由意志によって別様の踊りを開始する。振付はTAKAHIRO（上野隆博）が担当した。
僕たちの戦争
監督：丸山健志
カップリング曲「僕たちの戦争」のミュージック・ビデオは、1960年代をモチーフにブリティッシュな衣装をまとい、異国の地で共同生活をする5人の少女たちが、ある夜、円卓で「誰がやったんだ?」と口論になる姿が記録されている。ラストシーンでは5人が逆さにぶら下がって揺らされている姿がある。愛の葛藤を歌う同曲のミュージック・ビデオは、1967年の映画『ジョン・レノンの 僕の戦争』と関連がある。振付は野口量・笹尾功が担当した。LIVEバージョンの振付はTAKAHIRO（上野隆博）が担当した。

## シングル収録トラック

### TYPE-A
| 全作詞: 秋元康。 |                                          |           |                     |                    |      |
| #                | タイトル                                 | 作詞      | 作曲                | 編曲               | 時間 |
| 1.               | 「二人セゾン」                           | 秋元康    | SoichiroK、Nozomu.S | Soulife            | 4:48 |
| 2.               | 「大人は信じてくれない」(英詞: 本山清治) | 秋元康    | Masayoshi Kawabata  | Masayoshi Kawabata | 3:31 |
| 3.               | 「制服と太陽」                           | 秋元康    | aokado              | aokado             | 4:10 |
| 4.               | 「二人セゾン off vocal ver.」            | 秋元康    | SoichiroK、Nozomu.S | Soulife            | 4:47 |
| 5.               | 「大人は信じてくれない off vocal ver.」  | 秋元康    | Masayoshi Kawabata  | Masayoshi Kawabata | 3:31 |
| 6.               | 「制服と太陽 off vocal ver.」            | 秋元康    | aokado              | aokado             | 4:08 |
| 合計時間:        | 合計時間:                                | 合計時間: | 合計時間:           | 24:55              |      |

| #         | タイトル                             | 作詞      | 作曲・編曲 | 監督             | 時間 |
| --------- | ------------------------------------ | --------- | ---------- | ---------------- | ---- |
| 1.        | 「二人セゾン Music Video」           |           |            | 新宮良平         | 5:27 |
| 2.        | 「大人は信じてくれない Music Video」 |           |            | 池田一真         | 3:48 |
| 3.        | 「織田奈那」                         |           |            | 脇坂侑希         | 7:56 |
| 4.        | 「小池美波」                         |           |            | 磐木大           | 8:08 |
| 5.        | 「齋藤冬優花」                       |           |            | 曽根隼人         | 7:11 |
| 6.        | 「土生瑞穂」                         |           |            | 田村啓介         | 6:57 |
| 7.        | 「平手友梨奈」                       |           |            | 豊島圭介         | 5:05 |
| 8.        | 「守屋茜」                           |           |            | 加藤マニ         | 3:14 |
| 9.        | 「米谷奈々未」                       |           |            | 藤枝憲、須藤中也 | 7:11 |
| 10.       | 「渡辺梨加」                         |           |            | 橋本侑次朗       | 6:53 |
| 合計時間: | 合計時間:                            | 合計時間: | 61:50      |                  |      |

### TYPE-B
| 全作詞: 秋元康。 |                                          |           |                         |                    |      |
| #                | タイトル                                 | 作詞      | 作曲                    | 編曲               | 時間 |
| 1.               | 「二人セゾン」                           | 秋元康    | SoichiroK、Nozomu.S     | Soulife            | 4:48 |
| 2.               | 「大人は信じてくれない」(英詞: 本山清治) | 秋元康    | Masayoshi Kawabata      | Masayoshi Kawabata | 3:31 |
| 3.               | 「誰よりも高く跳べ!」                    | 秋元康    | カミカオル、doubleglass | 野中"まさ"雄一     | 4:43 |
| 4.               | 「二人セゾン off vocal ver.」            | 秋元康    | SoichiroK、Nozomu.S     | Soulife            | 4:47 |
| 5.               | 「大人は信じてくれない off vocal ver.」  | 秋元康    | Masayoshi Kawabata      | Masayoshi Kawabata | 3:31 |
| 6.               | 「誰よりも高く跳べ! off vocal ver.」     | 秋元康    | カミカオル、doubleglass | 野中"まさ"雄一     | 4:42 |
| 合計時間:        | 合計時間:                                | 合計時間: | 合計時間:               | 26:02              |      |

| #         | タイトル                          | 作詞      | 作曲・編曲 | 監督         | 時間 |
| --------- | --------------------------------- | --------- | ---------- | ------------ | ---- |
| 1.        | 「二人セゾン Music Video」        |           |            | 新宮良平     | 5:27 |
| 2.        | 「誰よりも高く跳べ! Music Video」 |           |            | 井上強       | 4:48 |
| 3.        | 「石森虹花」                      |           |            | 住田拓英     | 5:06 |
| 4.        | 「今泉佑唯」                      |           |            | タナカシンゴ | 8:01 |
| 5.        | 「尾関梨香」                      |           |            | 田村啓介     | 7:43 |
| 6.        | 「小林由依」                      |           |            | 田村啓介     | 6:55 |
| 7.        | 「佐藤詩織」                      |           |            | 山本花観     | 4:01 |
| 8.        | 「菅井友香」                      |           |            | 田村啓介     | 5:38 |
| 9.        | 「鈴本美愉」                      |           |            | 森田亮       | 7:11 |
| 10.       | 「原田葵」                        |           |            | 上田真紀子   | 4:33 |
| 合計時間: | 合計時間:                         | 合計時間: | 59:23      |              |      |

### TYPE-C
| 全作詞: 秋元康。 |                                          |           |                     |                    |      |
| #                | タイトル                                 | 作詞      | 作曲                | 編曲               | 時間 |
| 1.               | 「二人セゾン」                           | 秋元康    | SoichiroK、Nozomu.S | Soulife            | 4:48 |
| 2.               | 「大人は信じてくれない」(英詞: 本山清治) | 秋元康    | Masayoshi Kawabata  | Masayoshi Kawabata | 3:31 |
| 3.               | 「僕たちの戦争」                         | 秋元康    | バグベア            | 久下真音           | 4:15 |
| 4.               | 「二人セゾン off vocal ver.」            | 秋元康    | SoichiroK、Nozomu.S | Soulife            | 4:47 |
| 5.               | 「大人は信じてくれない off vocal ver.」  | 秋元康    | Masayoshi Kawabata  | Masayoshi Kawabata | 3:31 |
| 6.               | 「僕たちの戦争 off vocal ver.」          | 秋元康    | バグベア            | 久下真音           | 4:14 |
| 合計時間:        | 合計時間:                                | 合計時間: | 合計時間:           | 25:06              |      |

| #         | タイトル                     | 作詞      | 作曲・編曲 | 監督     | 時間  |
| --------- | ---------------------------- | --------- | ---------- | -------- | ----- |
| 1.        | 「二人セゾン Music Video」   |           |            | 新宮良平 | 5:27  |
| 2.        | 「僕たちの戦争 Music Video」 |           |            | 丸山健志 | 4:14  |
| 3.        | 「上村莉菜」                 |           |            | 中島望   | 7:58  |
| 4.        | 「志田愛佳」                 |           |            | 川口潤   | 5:20  |
| 5.        | 「長沢菜々香」               |           |            | 土屋隆俊 | 3:23  |
| 6.        | 「渡邉理佐」                 |           |            | 月田茂   | 4:40  |
| 7.        | 「長濱ねる」                 |           |            | 柴田啓佑 | 7:16  |
| 8.        | 「けやき坂46」               |           |            | 杉山弘樹 | 20:32 |
| 合計時間: | 合計時間:                    | 合計時間: | 58:50      |          |       |

### 通常盤
| 全作詞: 秋元康。 |                                          |           |                        |                                              |      |
| #                | タイトル                                 | 作詞      | 作曲                   | 編曲                                         | 時間 |
| 1.               | 「二人セゾン」                           | 秋元康    | SoichiroK、Nozomu.S    | Soulife                                      | 4:48 |
| 2.               | 「大人は信じてくれない」(英詞: 本山清治) | 秋元康    | Masayoshi Kawabata     | Masayoshi Kawabata                           | 3:31 |
| 3.               | 「夕陽1/3」                              | 秋元康    | Akira Sunset、山口隆志 | Akira Sunset、山口隆志、遠藤ナオキ、鈴木歌穂 | 4:49 |
| 4.               | 「二人セゾン off vocal ver.」            | 秋元康    | SoichiroK、Nozomu.S    | Soulife                                      | 4:47 |
| 5.               | 「大人は信じてくれない off vocal ver.」  | 秋元康    | Masayoshi Kawabata     | Masayoshi Kawabata                           | 3:31 |
| 6.               | 「夕陽1/3 off vocal ver.」               | 秋元康    | Akira Sunset、山口隆志 | Akira Sunset、山口隆志、遠藤ナオキ、鈴木歌穂 | 4:47 |
| 合計時間:        | 合計時間:                                | 合計時間: | 合計時間:              | 26:13                                        |      |

## 選抜メンバー

### 二人セゾン
（センター：平手友梨奈）
- 3列目：織田奈那、尾関梨香、長沢菜々香、上村莉菜、米谷奈々未、石森虹花、土生瑞穂[14]
- 2列目：今泉佑唯、菅井友香、渡辺梨加、長濱ねる、渡邉理佐、志田愛佳、小林由依[14]
- 1列目：齋藤冬優花、佐藤詩織、小池美波、平手友梨奈、原田葵、鈴本美愉、守屋茜[14]

選抜メンバーは前作同様、ひらがなけやき兼任の長濱ねるを含む21人。7・7・7のフォーメーションで構成されている。センターは平手友梨奈で、デビューシングル「サイレントマジョリティー」以降3作品連続となる単独センターを務める。

### 大人は信じてくれない
（センター：平手友梨奈）
- 3列目：織田奈那、尾関梨香、長沢菜々香、上村莉菜、米谷奈々未、石森虹花、土生瑞穂[28]
- 2列目：今泉佑唯、菅井友香、渡辺梨加、長濱ねる、渡邉理佐、志田愛佳、小林由依[28]
- 1列目：齋藤冬優花、佐藤詩織、小池美波、平手友梨奈、原田葵、鈴本美愉、守屋茜[28]

### 制服と太陽
(センター：平手友梨奈）
- 石森虹花、今泉佑唯、上村莉菜、尾関梨香、織田奈那、小池美波、小林由依、 齋藤冬優花、佐藤詩織、志田愛佳、菅井友香、鈴本美愉、長沢菜々香、長濱ねる、土生瑞穂、原田葵、平手友梨奈、守屋茜、米谷奈々未、渡辺梨加、渡邉理佐[16]

### 誰よりも高く跳べ!
（センター：柿崎芽実、長濱ねる）
- 2列目：潮紗理菜、井口眞緒、影山優佳、東村芽依、高瀬愛奈、佐々木美玲
- 1列目：齊藤京子、佐々木久美、長濱ねる、柿崎芽実、加藤史帆、高本彩花 [16]

### 僕たちの戦争
（ユニット：FIVE CARDS）
- 上村莉菜、長沢菜々香、土生瑞穂、渡辺梨加、渡邉理佐[16]

### 夕陽1/3
（ユニット：てちねるゆいちゃんず）
- 今泉佑唯、小林由依、長濱ねる、平手友梨奈[16]